# Female Fugitive

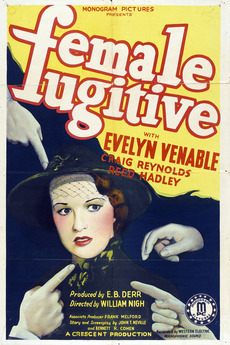
Affiche du film.

Female Fugitive est un film américain réalisé par William Nigh, sorti en 1938.

## Synopsis
Lorsque Peggy Mallory découvre que son mari Jim n'est pas un honnête homme d'affaires, mais qu'il est secrètement à la tête d'un réseau de détournements d'avions, elle décide de le quitter. Comme Jim lui demande de conduire la voiture lorsque la police vient arrêter son gang, elle devient une fugitive et se réfugie avec lui dans un chalet de montagne pour se cacher. Alors que Jim, blessé, dort, Peggy s'enfuit, après avoir laissé une note disant que son amour pour lui s'est terminé lorsqu'elle a découvert ce qu'il était vraiment. Alors que la police fait une recherche à l'échelle nationale pour retrouver Peggy, concluant à tort qu'elle a joué un rôle majeur dans les activités criminelles du réseau de détournements d'avions, elle obtient un emploi de cuisinière dans la retraite de montagne du célèbre artiste Bruce Dunning.

## Fiche technique
- Réalisation : William Nigh
- Scénario : John T. Melville d'après une histoire de Bennett R. Cohen
- Producteur : E. B. Derr
- Photographie : Arthur Martinelli
- Montage : Finn Ulback
- Musique : Abe Meyer
- Genre : Crime[1]
- Production : Crescent Pictures
- Durée : 68 minutes
- Date de sortie : 15 avril 1938

## Distribution

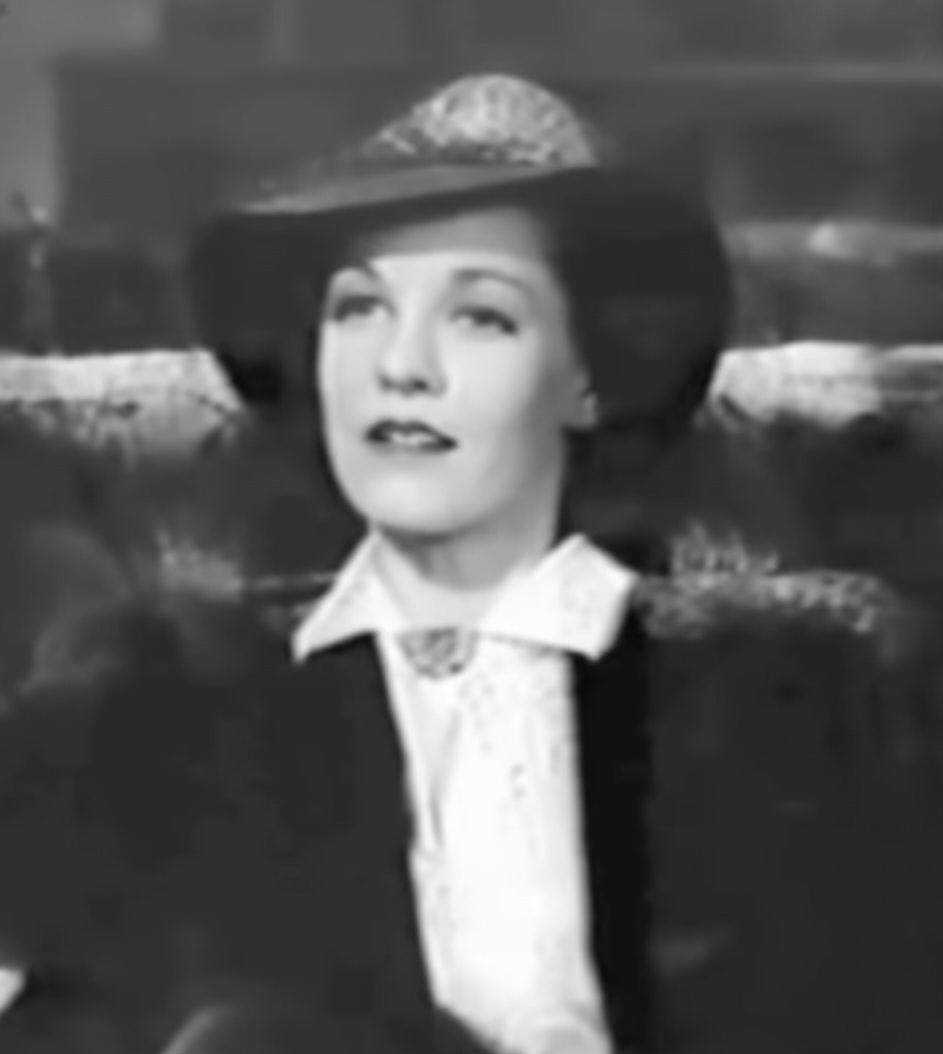
Evelyn Venable dans une scène du film.

- Evelyn Venable : Peggy Mallory/Ann Williams
- Craig Reynolds : Jim Mallory
- Reed Hadley : Bruce Dunning
- John Kelly : Red
- Charlotte Treadway : Mrs. Bannister
- John Merton : Mort
- Ray Bennett : Burke
- Reginald Sheffield : Doctor
- Emmett Vogan : Leonard
- Martha Tibbetts : Claire Bannister
- Lee Phelps : Roberts